# Ezechiel Spanheim

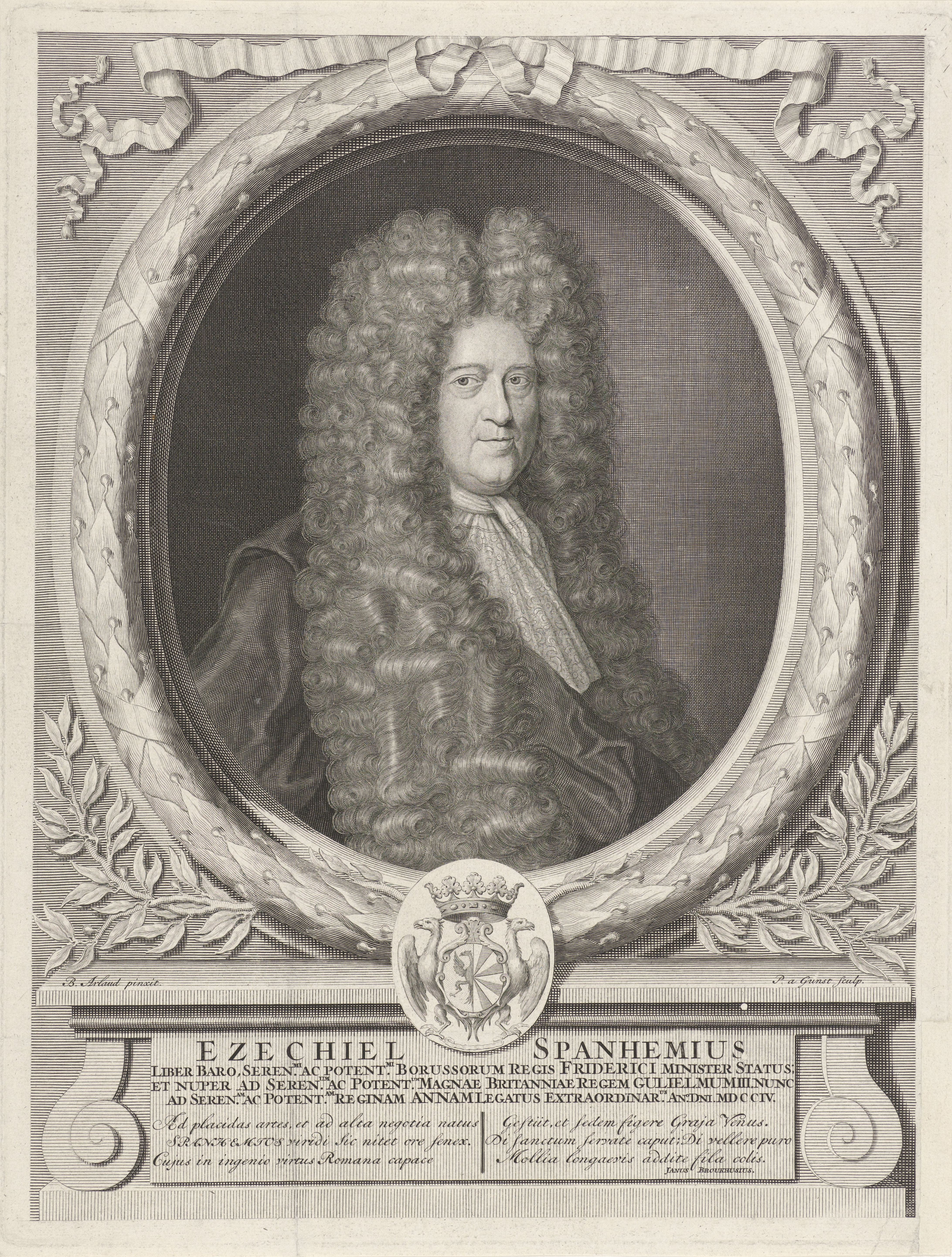
Ezechiel Spanheim, Stich von Pieter van Gunst

Ezechiel Spanheim (* 7. Dezember 1629 in Genf; † 7. November 1710 in London) war deutscher Diplomat, Jurist und Theologe schweizerischer Herkunft.

## Leben
Spanheim war der Sohn des Theologen Friedrich Spanheim und der Bruder des Kirchenhistorikers Friedrich Spanheim.
Nach seinem Schulbesuch in Genf ging Spanheim mit seiner Familie nach Leiden, wo er an der Universität Philosophie und Theologie studierte. Bereits mit 16 Jahren beendete Spanheim sein Studium mit einer Promotion Über das Alter des hebräischen Alphabets. Damit eskalierte eine kontrovers geführte Diskussion über dieses Thema zwischen Johann Buxtorf und Louis Cappel, da Spanheim mit seinen Thesen Buxtorf unterstützte.
1651 nahm Spanheim einen Ruf an die Universität seiner Heimatstadt an und begann dort als Professor Rhetorik zu lehren. Im darauffolgenden Jahr berief man Spanheim in den Großen Rat der Stadt. Seit dieser Zeit vernachlässigte er allerdings seinen Lehrauftrag und interessierte sich fast nur noch für Politik.
1656 ernannte der Pfälzer Kurfürst Karl I. Ludwig, der einst in Leiden bei ihm studiert hatte, Spanheim zum Hauslehrer seines Sohnes Kurprinz Karl und holte ihn an den Heidelberger Hof. Als solcher begleitete Spanheim seinen Zögling auch auf einer Reise durch Italien. Während seiner Anstellung als Hauslehrer verfasste Spanheim sein Werk Traité du Palatinat et de la dignité éléctorale conte les prétentions de duc de Baviere und empfahl sich damit seinem Dienstherrn als Politiker.
1661 knüpfte Spanheim im kurfürstlichen Auftrag in Rom diplomatische Beziehungen zwischen Heidelberg und dem Vatikan. In Rom machte Spanheim auch die Bekanntschaft Christinas, der Königin von Schweden, und mit ihrem wissenschaftlich-literarischen Zirkel. Angeregt durch die römische Antike, begann Spanheim Münzen zu sammeln und versuchte auch, ein modernes System der Numismatik zu entwickeln.
Zurück in Heidelberg, vertrat Spanheim schon bald in den politischen Auseinandersetzungen zwischen Spanien und Frankreich die Interessen der Kurpfalz. Dabei geriet er zeitweise in den Verdacht, vom französischen Hof gekauft worden zu sein. Anfang 1675 vertrat Spanheim den Heidelberger Hof am Hof des englischen Königs Karl II., wurde aber bereits Ende desselben Jahres zurückberufen.
1678 ging Spanheim erneut nach London. Diesmal vertrat er neben den Heidelberger Interessen auch die des brandenburgischen „Großen Kurfürsten“ Friedrich Wilhelm. 1679 wurde er auf Vorschlag von Theodor Haak zum Mitglied der Royal Society gewählt. Als der Frieden von Saint-Germain ausgehandelt worden war, trat Spanheim am 3. Februar 1680 in kurfürstlich-brandenburgische Dienste, wobei der Pfälzer Kurfürst ihn ungern ziehen ließ. Gefördert von Minister Paul von Fuchs avancierte er zum Geheimen Rat und a.o. Gesandten in Paris. Dort pflegte er engen Kontakt zur Tochter des Pfälzer Kurfürsten, Liselotte von der Pfalz, verheirateten Herzogin von Orléans, die er aus Heidelberg gut kannte und die ihn bei ihrem Schwager Ludwig XIV. einführte.
1685 vertrat Spanheim seinen Dienstherrn bei der Thronbesteigung des englischen Königs Jakob II. am englischen Hof. Nach seiner Rückkehr nach Paris erlebte Spanheim dort Ende 1685 die massenhafte Emigration von Hugenotten infolge der Aufhebung des Edikts von Nantes durch Ludwig XIV. und der daraufhin einsetzenden Verfolgung. Er war maßgeblich an der Verbreitung des preußischen Aufnahmeerlasses beteiligt und half vielen Emigranten, indem er sie in sein Haus aufnahm und Fluchtmöglichkeiten organisierte. So kümmerte er sich auch um die Auswanderung von Liselottes Tante Emilie von Hessen-Kassel.
1689 kehrte Spanheim nach Berlin zurück. Dort wurde er vom Kurfürsten mit Wirkung vom 12. Mai 1689 zum Direktor der französischen Kolonien in Brandenburg ernannt. Fünf Jahre später avancierte Spanheim zusätzlich zum Präsidenten der neu errichteten Commission ecclésiastique. In dieser Zeit wurde auch die Spanheim-Gesellschaft, eine hugenottische wissenschaftliche Vereinigung, gegründet.
Als Diplomat war Spanheim 1696 an den Verhandlungen beteiligt, welche sich ein Jahr später im Frieden von Rijswijk manifestierte. Anschließend sandte man ihn bis 1702 als Gesandten nach Paris. Anlässlich der Krönungsfeierlichkeiten von König Friedrich I. wurde Spanheim geadelt und in den Freiherrenstand erhoben; damit verbunden war das Amt eines Staatsministers. Finanzielle Schwierigkeiten veranlassten Spanheim, seine wertvolle Bibliothek an den preußischen König Friedrich I. zu verkaufen. Dieser komplettierte damit die königliche Bibliothek in Berlin.
Spanheim diente zwischen 1702 und 1710 als preußischer Botschafter in England. Nach der Übernahme der Königswürde durch Friedrich I. war er der erste königliche Botschafter, der entsandt wurde und in London die diesem Status angemessenen Ehrungen erfuhr. Er nahm regelmäßig an feierlichen Prozessionen und öffentlichen Danksagungen in London teil. 1706 erhielt er von Königin Anne ein Abschiedsgeschenk in Höhe von 1000 Pfund, wurde jedoch bald wieder eingestellt. Nach seinem Tod erhielt seine Tochter ein zusätzliches Abschiedsgeschenk von 1000 Pfund.
Mit 73 Jahren vertrat Spanheim seinen Dienstherrn erneut als a.o. Gesandter am englischen Hof. Mit über 80 Jahren starb er am 7. November 1710 in London. Er wurde neben seiner Frau in der St Paul's Kapelle der Westminster Abbey beigesetzt.
Spanheim war mit Anna-Elizabeth Kolb († 14. Januar 1708) verheiratet. Seine Tochter Maria Anna (1683–1772) heiratete den späteren englischen Feldmarschall François de La Rochefoucauld, Marquis de Montandre (1672–1739).

## Werke (Auswahl)
als Autor
- Dissertatio de praestantia et usu numismatum antiquorum. editio princeps: Roma 1664; Ausgabe letzter Hand: London 1706/17 (2 Bände).
- Orbis romanus. Halle 1728.
- Relation de la Cour de France en 1690. Mercure de France, Paris 1973.

als Übersetzer
- Aristophanes: Commoediae. Fritsch, Amsterdam 1710.
- Julianus: Les cesars. Leipzig 1696.
- Kallimachos: Hymni, epigramata et fragmenta. Halman & van de Water, Utrecht 1697 (2 Bände).